# Sainte-Gemmes
Sainte-Gemmes è un comune francese di 103 abitanti situato nel dipartimento del Loir-et-Cher nella regione del Centro-Valle della Loira.

## Società

### Evoluzione demografica
Abitanti censiti